# Radical Stuff
I Radical Stuff sono stati un gruppo musicale hip hop italiano attivo tra gli anni ottanta e novanta, tra i primissimi della scena.
Durante la loro carriera hanno inciso un album in studio e uno dal vivo e diverse delle loro composizioni sono in lingua inglese.

## Storia
Il gruppo si costituì nel 1987 sotto il nome di Fresh Press Crew per iniziativa di DJ Gruff, Kaos e l'MC statunitense Topcat, a cui si sono successivamente aggregati DJ Skizo, l'MC britannico Soul Boy e l'MC sudafricano Sean. Con il passare degli anni DJ Gruff, Soul Boy e Top Cat abbandonarono la formazione e nel 1990 entrò Dre Love, segnando il cambio di nome in Radical Stuff.
Siglato un contratto con la Flying Records, nel 1991 uscì il singolo di debutto Let's Get Dizzy, in collaborazione con MC Topcat e Soul Boy. L'anno successivo fu la volta del secondo singolo I Guess U Know e nello stesso anno il gruppo collaborò con i Lo Greco Bros in alcuni concerti, dando vita all'album dal vivo Jazzy Rap Night Live. Nel 1994 i Radical Stuff pubblicarono l'album in studio Hardaswallow, composto da venti brani, tra cui i singoli Summer Fever e Ontha Run.
Successivamente alla produzione dell'album, il progetto verrà accantonato dai rispettivi membri, complice il loro intento a portare avanti progetti solisti e diverse collaborazioni. Dopo lo scioglimento tutti gli artisti hanno continuato con carriere soliste. I più attivi sono rimasti DJ Gruff e Kaos, le cui carriere soliste sono proseguite in maniera costante, confluendo in un primo momento assieme a Dre Love e Sean nell'album Neffa & i messaggeri della dopa di Neffa.

## Formazione
Ultima
- Kaos – voce (1987-1995)
- Sean – voce (1987-1995)
- DJ Skizo – giradischi (1987-1995)
- Dre Love – voce (1990-1995)

Ex componenti
- DJ Gruff – giradischi (1987)
- Topcat – voce (1987-1990)
- Soul Boy – voce (1987-1990)

## Discografia

### Album in studio
- 1994 – Hardaswallow

### Album dal vivo
- 1992 – Jazzy Rap Night Live (con i Lo Greco Bros.)

### Singoli
- 1991 – Let's Get Dizzy (feat. MC Topcat and Soul Boy)
- 1992 – I Guess U Know
- 1994 – Summer Fever
- 1995 – Ontha Run